# 살라프파

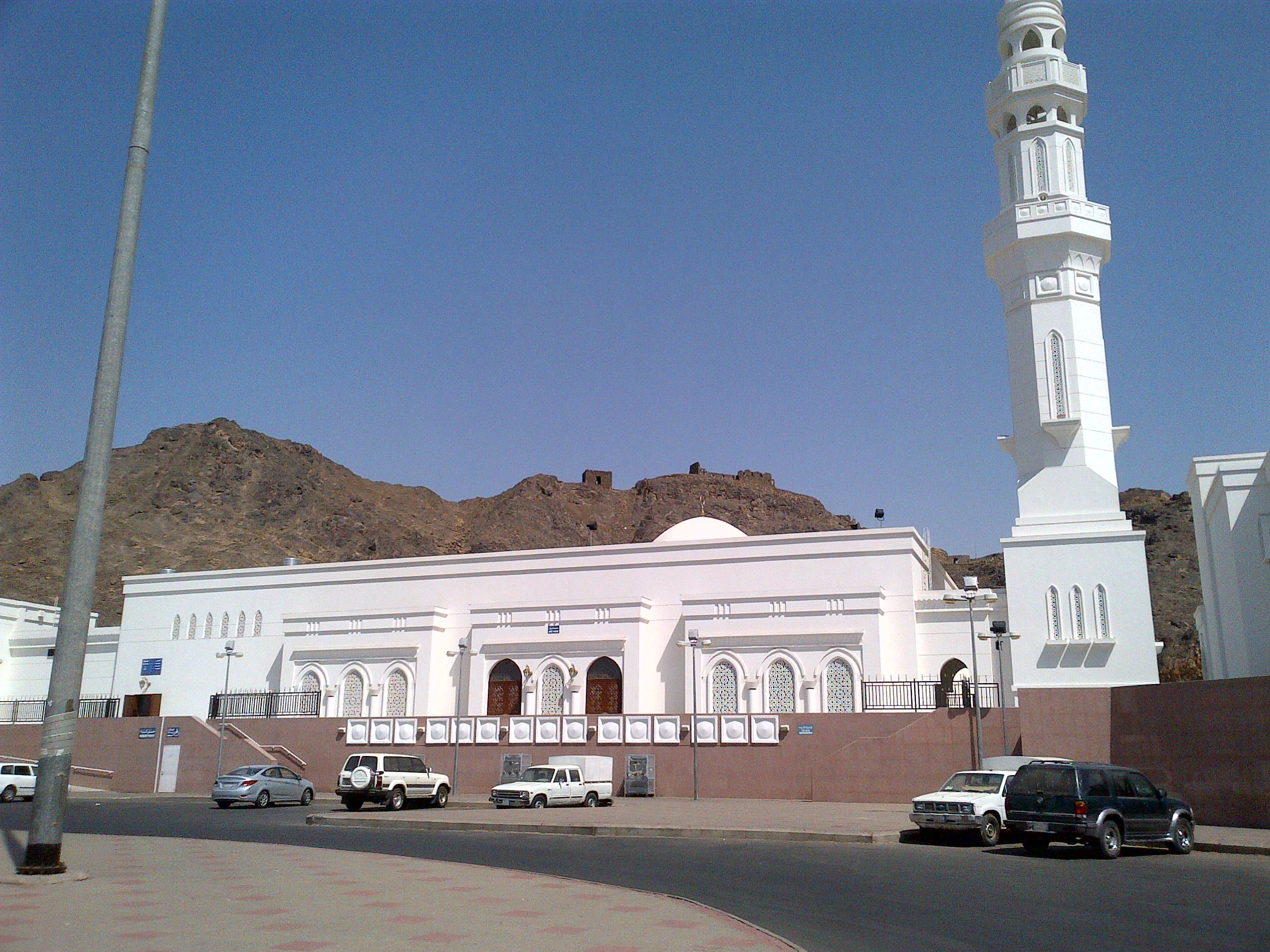

살라프파(영어: Salafism 살라피즘[*], 아랍어: سلفية)은 샤리아가 지배하던 7세기 이전 초기 이슬람 시대를 모범으로 그에 회귀해야 한다는 수니파의 사상, 이슬람 근본주의이다.

## 개요
살라피스트는 '살라프를 따르는 사람'이라는 뜻이다. 살라프(salaf)는 '선조'라는 뜻으로, 이슬람교 창시자인 예언자 무함마드의 동료와 직계 제자들을 가리킨다. 남자들은 턱수염을 기르며, 여자들은 눈을 제외한 전신을 가리는 니캅을 착용한다. 순수 이슬람 세계를 건설하기 위해 무력 사용을 불사한다.
2001년 9.11 테러 이후 일부 무장투쟁을 본격화했다. 2011년 말 이집트 총선에서 살라피스트 정당인 알누르당이 무슬림형제단의 자유정의당에 이어 2위를 차지했다.

## 같이 보기
- 이슬람 원리주의